# مقاطعة امبود
امبود هي إحدى مقاطعات ولاية كوركول في موريتانيا.

## قائمة البلديات في المقاطعة
تتكون المقاطعة من البلديات التالية:
- اشليخت التياب
- إنجاجبني  [لغات أخرى]‏
- أدباي أهل كلاي
- فم لكليتة
- الأحرش (موريتانيا)
- امبود
- تاركنت أهل مولاي اعل
- تيكوبرا
- سوفة  [لغات أخرى]‏

## السكان
في عام 2000، بلغ مجموع سكان مقاطعة امبود 77816 نسمة  (37982 رجلاً و 39834 امرأة).
| المقاطعة | المساحة كم2 | السكان | السكان | السكان  |
| المقاطعة | المساحة كم2 | 1988   | 2000   | 2013    |
| -------- | ----------- | ------ | ------ | ------- |
| امبود    | 5400        | 58 650 | 77 816 | 102 503 |